# C/1999 F1 (Catalina)
C/1999 F1 (Catalina) – kometa długookresowa.

## Odkrycie i nazwa
Kometę tę odkryto w ramach programu obserwacyjnego Catalina Sky Survey 23 marca 1999 roku. 

## Orbita komety
Orbita komety C/1999 F1 (Catalina) ma kształt bardzo wydłużonej elipsy o mimośrodzie 0,999. Jej peryhelium znajduje się w odległości 5,79 j.a., aphelium zaś aż 13 391 j.a. od Słońca. Jej okres obiegu wokół Słońca szacuje się na ok. 548 216 lat, nachylenie do ekliptyki to wartość 92˚.